# Jason Ogg
Jason Ogg es un personaje de las novelas la serie del Mundodisco escritas por Terry Pratchett.
Es uno de los hijos de Tata Ogg, y el mejor herrero del Mundodisco, tal y como lo han sido todos los hombres de su familia, ello porque son los únicos que en la actualidad aun son capaces de pagar el precio.
Su padre, antes de morir, le reveló el secreto para ser el mejor herrero, el cual le permite herrar cualquier cosa que le lleven; desde ese momento ha sido capaz de herrar desde hormigas hasta unicornios.
Que es el mejor herrero del Disco queda comprobado porque posee un cliente muy especial, que viene en las noches en que nadie se atreve a salir. Cuando Jason lo escucha venir, se venda los ojos y hace su trabajo sin ver jamás a su cliente ni al espléndido animal al que pone herraduras nuevas. Al finalizar su trabajo, le pagan con monedas antiguas y se retiran. Este cliente no es otro más que La Muerte.
También queda de manifiesto cuando le retan a que hierre a una hormiga y es capaz.
El secreto que su padre le confió antes de morir es este: "Para ser capaz de herrar cualquier cosa que te lleven, debes aceptar herrar cualquier cosa que te lleven".
Ser el mejor herrero del Mundodisco tiene, pues su precio. No puede negarse a herrar nada, lo cual llega a causarle problemas morales (cuando le es planteado herrar a un unicornio, a raíz de que el hierro de las herraduras le mataría).
Es uno de los hombres más fuertes de las montañas del carnero, durante la invasión élfica, fue uno de aquellos que se enfrentó a los elfos golpeádolos a manos desnudas o con lo que tuviera más a mano (otro elfo).
Integrante del cuerpo de baile de Lancre, no destaca mucho por su inteligencia, pero como él mismo dice, cuando se trabaja en una fragua no es conveniente ponerse filosófico, ya que puedes distraerte y terminar raspando tu pulgar del martillo.
- Datos: Q9011051